# Boletín del Instituto de Estudios Asturianos. Suplemento de ciencias
Boletín del Instituto de Estudios Asturianos. Suplemento de ciencias (abreviado Bol. Inst. Estud. Adsturianos, Supl. Ci.) fue una revista ilustrada con descripciones botánicas que fue editada en Oviedo (España). Fueron publicados 17 números en los años 1960 al 1973. Fue precedida por el Boletín del Instituto de Estudios Asturianos y reemplazada por Suplemento de ciencias del Boletín del Instituto de Estudios Asturianos.